# Simon Jul Jørgensen
Simon Jul Jørgensen (født 1. juli 1977 i Seoul) er en dansk komiker, skuespiller og musiker.

## Baggrund
Han blev født i Sydkorea og blev i en alder af fem måneder adopteret af danske forældre. Han er opvokset i Grenaa og Roskilde.

## Karriere
Han er bedst kendt fra satire-serierne Banjos Likørstue (2001) og Torsdag i 2'eren (2002) samt spillefilmen Slim Slam Slum (2002), samt for sin medvirken i reklamer for Sonofon og Toyota. Han medvirker desuden i Mads Brüggers dokumentar-serie Det røde kapel fra 2006. I 2007 udgav han dvd'en Slik mig hvid. Simon har desuden medvirket i TV 2 Zulus komedie-serie Mørk og Jul, hvor han optræder som en af to nyhedsværter sammen med komikeren Brian Mørk.
Han er også inaktiv musiker i rockbandet Den Franske Revolution, ligesom han har været livemusiker på turné med Niarn og Suspekt.
Jørgensen har også lavet en del radio. I 2007 tiltrådte han som morgenradiovært hos Morgenhyrderne på Radio 100FM den 9. januar og var siden vært på programmet Shangri-La på samme radiokanal. På Radio 24syv var han vært i programmet Halløj i betalingsringen og i 2016-17 var han, sammen med Jan Elhøj, vært på satireprogrammet Bæltestedet på samme kanal.
Han optræder jævnligt som vært ved større arrangementer og på TV. Den 4. april 2010 var han vært ved Danish DeeJay Awards 2010 i Valby Hallen og samme år var han konferencier ved Kapsejlads på Aarhus Universitet sammen med Rasmus Bjerg, hvilket de gentog i 2015.
I 2016 blev det offentliggjort, at Jørgensen havde købt en gård på tvangsauktion sammen med Frank Erichsen kendt fra programmet Bonderøven, hvor de tilbyder undervisning i selvforsyning og bæredygtighed. De to mødte hinanden på Folkemødet i 2014. Han har arbejdet i køkkenet hos Jan Friis-Mikkelsen og siden som køkkenmedhjælper på mange spisesteder i både ind- og udland, men er ikke uddannet kok. Madentusiasmen har han brugt til mange madarrangementer og på TV og han er medejer af en slagterbutik.
Han deltog i 2017-versionen af Vild med dans, hvor han dansede med den professionelle danser Claudia Rex.  Parret endte på en ottendeplads.
I 2020 lavede han madprogrammet Oraklet fra fondue.
Simon Jul er en af deltagerne i Stormester sæson 6., hvilket han vandt.
I 2023 lavede Francis Cardenau, Umut Sakarya og Simon Jul madprogrammet "Tre sultne mænd", hvor de sammen rejser til deres respektive hjemlande, og smager på madkulturen der fra.